# کلی هاردی
کلی هاردی (انگلیسی: Kelly Hardie؛ زادهٔ ۲۱ نوامبر ۱۹۶۹) بازیکن سافت‌بال اهل استرالیا است.
او برنده مدال برنز در مسابقات المپیک تابستانی  ۲۰۰۰ و المپیک تابستانی ۲۰۰۸ بود 